# Resolución 292 del Consejo de Seguridad de las Naciones Unidas
La resolución 292 del Consejo de Seguridad de las Naciones Unidas fue aprobada por unanimidad el 10 de febrero de 1971, tras haber examinado la petición de membresía por parte del Reino de Bután para poder ser miembro de las Naciones Unidas. En esta resolución, el Consejo recomendó a la Asamblea General la aceptación de Bután como miembro.